# Paranebalia ayalai
Paranebalia ayalai is een kreeftachtigensoort uit de familie van de Paranebaliidae. De wetenschappelijke naam van de soort is voor het eerst geldig gepubliceerd in 2004 door Escobar-Briones & Durand.